# Việt Linh
Việt Linh (tên đầy đủ là Nguyễn Việt Linh, sinh ngày 2 tháng 12 năm 1952) là một nhà biên kịch, đạo diễn điện ảnh người Việt Nam. Phiên tòa cần chánh án (1988) do bà biên kịch và đạo diễn đạt "Giải Đặc biệt" tại Liên hoan phim Việt Nam lần thứ 8. Hai năm sau, Gánh xiếc rong cũng giúp bà mang về "Giải Bông sen Bạc" và "Giải Đạo diễn xuất sắc nhất" tại Liên hoan phim Việt Nam lần thứ 9 (1990). Ngoài ra các bộ phim Mê Thảo, thời vang bóng, Dấu ấn của quỷ, Chung cư, hay Ba người đàn ông (biên kịch), Tôi thấy hoa vàng trên cỏ xanh (biên kịch) cũng đều giành nhiều giải thưởng trong nước và quốc tế.  
Bên cạnh sự nghiệp đạo diễn và biên kịch phim, bà còn là tác giả của nhiều cuốn sách, bài báo về điện ảnh và là tác giả của một số vở kịch.

## Tiểu sử
Nguyễn Việt Linh sinh năm 1952 tại Sài Gòn, là con gái của nhà biên kịch điện ảnh gốc Bến Tre, Nguyễn Việt Tân. Với năng khiếu bẩm sinh, năm 13 tuổi, Việt Linh tham gia tổ chức các hoạt động viết lách trong trường. Việt Linh theo học tại trường Bồ Đề ở Cần Thơ đến năm 1967 thì mẹ của bà đi lấy chồng khác. Năm 1969, bà bỏ học, vào chiến khu tìm bố, khi đất nước thống nhất, bà mới quay lại với việc học. Khi đảm đương nhiệm vụ tại Xưởng phim Giải Phóng thuộc Ban Tuyên huấn Trung ương Cục miền Nam, bà đã có truyện ngắn 2 kỳ Hương vú sữa đăng trên báo Giải phóng.

## Sự nghiệp
Từ năm 1970, Việt Linh khởi đầu sự nghiệp điện ảnh bằng vai trò dựng phim, biên tập, biên kịch phim tài liệu. Việt Linh tốt nghiệp khóa quay phim do Bộ Văn hóa Chính phủ Cách mạng lâm thời tổ chức tại Trung ương Cục miền Nam vào năm 1974. Hòa bình lập lại, Việt Linh tiếp tục công tác tại Hãng phim Giải Phóng ở thành phố Hồ Chí Minh. Trong thời gian này bà tiếp tục học bổ túc lớp 12 tại trường Lê Quý Đôn.
Tháng 9 năm 1979, bà được gửi đi Liên Xô học biên kịch phim truyện, nhưng do đam mê riêng, bà xin thi chuyển ngành và đỗ vào Khoa Đạo diễn phim truyện tại Trường đại học Điện ảnh Quốc gia toàn Liên bang Xôviết, Moskva. Năm 1985, bà tốt nghiệp, trở về nước và tiếp tục làm việc tại Hãng phim Giải phóng, vừa làm đạo diễn phim truyện vừa viết kịch bản phim truyện.
Bộ phim truyện đầu tay của Việt Linh với vai trò đạo diễn năm 1986, mang tên Nơi bình yên chim hót. Bộ phim điện ảnh thứ hai, Phiên tòa cần chánh án lấy đề tài hậu chiến và chất độc màu da cam, đã giành được giải Đặc biệt tại Liên hoan phim Việt Nam lần thứ 8. Trong thời gian quay bộ phim này, biên kịch Phạm Thùy Nhân đã cho Việt Linh đọc cuốn Chùa Đàn của Nguyễn Tuân. Bộ phim Gánh xiếc rong năm 1988 là thành công lớn đầu tiên của bà khi dành được nhiều giải thưởng trong và ngoài nước. Năm 1992, dự định chuyển thể một tác phẩm của Chu Lai không thành, Việt Linh dự định trở về Pháp; nhà biên kịch Phạm Thùy Nhân gợi ý cho bà về một kịch bản mới. Kịch bản Dấu ấn của quỷ được Phạm Thùy Nhân gấp rút biên soạn trong khi đạo diễn Việt Linh và nhà quay phim Đoàn Quốc tìm kiếm cảnh quay. Giữa năm 1992, quá trình quay phim hoàn tất. Hai bộ phim sau của Việt Linh là Dấu ấn của quỷ (1992), Chung cư (1998) gặt hái được nhiều giải thưởng.
Với bộ phim điện ảnh cuối cùng Mê Thảo, thời vang bóng, bà lên kế hoạch từ khi đọc được truyện ngắn Chùa Đàn. Tại Pháp, Việt Linh đã xem lại các tư liệu về miền Bắc Việt Nam và được cơ quan văn hóa của Pháp hỗ trợ dựng cảnh. Trong sự nghiệp đạo diễn điện ảnh từ năm 1986 đến 2002, bà đã có 7 tác phẩm với hàng chục giải thưởng lớn nhỏ.
Năm 2005, vì hút thuốc và làm việc quá sức bà bị tai biến, từ thời điểm này bà chuyển sang việc viết sách, báo, kịch bản và biên tập phim. Năm 2006, nhận lời mời từ The 5th Asia - Pacific Triennial of Contemporary Art (Tam niên nghệ thuật cận đại châu Á - Thái Bình Dương lần thứ 5), ban tổ chức muốn tài trợ để đạo diễn Việt Linh đưa đến 7 bộ phim của bà để triển lãm, bao gồm cả phim video Cuộc đời bị đánh cắp sản xuất năm 1989. Nhưng cuối cùng, chỉ có 4 phim đuợc mang đến, và cả 4 bản phim này đạo diễn đều phải mua lại từ các kho lưu trữ của nước khác: Gánh xiếc rong mua lại từ Thụy Sĩ, Dấu ấn của quỷ và Chung cư mua lại từ Nhật Bản, Mê Thảo, thời vang bóng mua lại từ Mỹ.
Năm 2012, trong dịp ra mắt tạp bút "Chyện và truyện", Việt Linh cho biết đã chuyển thể một kịch bản phim từ truyện ngắn Tôi thấy hoa vàng trên cỏ xanh của nhà văn Nguyễn Nhật Ánh; kịch bản cũng đã được một nhà sản xuất mua lại. Năm 2014, bà trở về Việt Nam ra mắt sách mới thuộc dự án Tủ sách điện ảnh nhưng sau đó đã ở lại thêm để dựng vở kịch Thiên Thiên, vở kịch kết hợp từ hai tác phẩm, truyện ngắn Hạnh phúc là cùng của Vũ Hồi Nguyên và truyện ngắn Xoa của Tăng Song Nam. Năm 2015, bà mở sân khấu riêng với tên gọi Hồng Hạc.
Từ năm 2008, dự án "Tủ sách điện ảnh" của đạo diễn Việt Linh và các đồng nghiệp xuất bản được nhiều ấn phẩm kịch bản, công trình nghiên cứu, dịch thuật về điện ảnh. Trong đó 20 bài học điện ảnh do bà và Hải Linh biên dịch đã chiến thắng tại hạng mục "Công trình nghiên cứu, lý luận, phê bình" của Giải Cánh diều 2008. Năm 2009, Việt Linh thực hiện dự án phim Tam đàn bà với nhà sản xuất Trần Khải Hoàng và nhà quay phim Phạm Hoàng Nam, nhưng dự án không thể thực hiện vì Trần Khải Hoàng đột ngột qua đời khi chuẩn bị vào giai đoạn bấm máy.

## Đời tư
Năm 1991, Việt Linh đưa bộ phim Gánh xiếc rong dự một Liên hoan phim tại Pháp. Tại đây bà gặp người chồng sau này, đạo diễn, nhà nghiên cứu, giáo sư Trần Hải Hạc.
Bà có một cô con gái tên Hải Anh, sinh năm 1993, tốt nghiệp thạc sĩ kinh tế và đạo diễn phim truyện. Năm 2020, cô về nước và năm 2023 cho ra mắt tiểu thuyết hình minh họa, tựa đề Sống (cùng họa sĩ Pauline Guitton) nói về cuộc đời của Việt Linh. Cuốn sách được được Nhà xuất bản Ankama cử đi dự Liên hoan truyện tranh quốc tế Angoulême. Đầu năm 2024, Sống được dịch sang tiếng Việt và được Nhà xuất bản Kim Đồng xuất bản.

## Giải thưởng

### Giải thưởng cá nhân
| Năm  | Bộ phim             | Sự kiện                                        | Hạng mục                                 | Nhận giải           | Chú thích |
| ---- | ------------------- | ---------------------------------------------- | ---------------------------------------- | ------------------- | --------- |
| 1990 | Gánh xiếc rong      | Liên hoan phim Việt Nam lần thứ 9              | Đạo diễn xuất sắc                        | Việt Linh           | [ 25 ]    |
| 2000 | Chung cư            | Liên hoan phim Cộng đồng Pháp ngữ Nemours (Bỉ) | Đạo diễn xuất sắc                        | Việt Linh           | [ 25 ]    |
| 2008 | 20 bài học điện ảnh | Giải Cánh diều 2007                            | Công trình nghiên cứu, lý luận, phê bình | Việt Linh; Hải Linh | [ 18 ]    |

### Tác phẩm đạt giải
| Năm  | Bộ phim                 | Sự kiện                                                  | Giành giải                       | Chú thích     |
| ---- | ----------------------- | -------------------------------------------------------- | -------------------------------- | ------------- |
| 1988 | Phiên tòa cần chánh án  | Liên hoan phim Việt Nam lần thứ 8                        | Giải đặc biệt                    | [ 26 ]        |
| 1990 | Gánh xiếc rong          | Liên hoan phim Việt Nam lần thứ 9                        | Bông sen Bạc                     | [ 27 ]        |
| 1990 | Gánh xiếc rong          | Liên hoan phim Việt Nam lần thứ 9                        | Giải khán giả bình chọn          | [ 27 ]        |
| 1990 | Gánh xiếc rong          | Liên hoan phim quốc tế Nantes (Pháp)                     | Giải khán giả bình chọn          | [ 27 ]        |
| 1991 | Gánh xiếc rong          | Liên hoan phim quốc tế Berlin                            | Giải thưởng Ban giám khảo UNICEF | [ 27 ]        |
| 1992 | Gánh xiếc rong          | Liên hoan phim quốc tế Fribourg (Thụy Sĩ)                | Grand prix                       | [ 27 ]        |
| 1993 | Gánh xiếc rong          | Liên hoan phim quốc tế Laon (Pháp)                       | Bằng khen                        | [ 27 ]        |
| 1993 | Gánh xiếc rong          | Liên hoan phim quốc tế "Phụ Nữ Madrid" (Tây Ban Nha)     | Giải nhất                        | [ 27 ]        |
| 1993 | Dấu ấn của quỷ          | Liên hoan phim Việt Nam lần 10                           | Giải Ban Giám khảo               | [ 28 ]        |
| 1993 | Dấu ấn của quỷ          | Giải thưởng Hội Điện ảnh Việt Nam 1993                   | Giải B                           | [ 28 ]        |
| 1993 | Dấu ấn của quỷ          | Liên hoan phim Châu Á - Thái Bình Dương lần thứ 38       | Giải thưởng Ban giám khảo        | [ 28 ]        |
| 1993 | Dấu ấn của quỷ          | Liên hoan phim quốc tế Fukuoka - Focus on Asia lần thứ 3 | Giải đặc biệt hoặc Đề cử         | [ 29 ] [ 30 ] |
| 1999 | Chung cư                | Liên hoan phim Việt Nam lần thứ 12                       | Bằng khen                        | [ 25 ]        |
| 1999 | Chung cư                | Giải thưởng Hội Điện ảnh Việt Nam                        | Giải B                           | [ 25 ]        |
| 2003 | Mê Thảo, thời vang bóng | Tổ chức Liên chính phủ Francophonie                      | Giải nhì                         | [ 25 ]        |
| 2003 | Mê Thảo, thời vang bóng | Liên hoan phim Quốc tế Bergamo (Italia) lần thứ 11       | Bông hồng Vàng                   | [ 25 ]        |

## Tác phẩm

### Phim
| Vai trò đạo diễn  | Vai trò đạo diễn               | Vai trò đạo diễn | Vai trò đạo diễn         | Vai trò đạo diễn     |
| Năm               | Tựa đề                         | Biên kịch        | Chú thích                | Nguồn                |
| ----------------- | ------------------------------ | ---------------- | ------------------------ | -------------------- |
| 1986              | Nơi bình yên chim hót          | Lý Lan           |                          | [ 31 ]               |
| 1987              | Phiên tòa cần chánh án         | Việt Linh        |                          | [ 32 ]               |
| 1988              | Cuộc đời bị đánh cắp           |                  | Phim video               | [ 3 ] [ 13 ]         |
| 1988              | Gánh xiếc rong                 | Phạm Thùy Nhân   |                          |                      |
| 1992              | Dấu ấn của quỷ                 | Phạm Thùy Nhân   |                          |                      |
| 1998              | Chung cư                       | Việt Linh        |                          |                      |
| 2002              | Mê thảo, thời vang bóng        | Phạm Thùy Nhân   |                          |                      |
| Vai trò biên kịch |                                |                  |                          |                      |
| Năm               | Tựa đề                         | Đạo diễn         | Đồng biên kịch           | Nguồn                |
| 1989              | Ngọn cỏ gió đùa                | Hồ Ngọc Xum      |                          | [ 33 ]               |
| 1990              | Vị đắng tình yêu               | Lê Xuân Hoàng    | Lê Hoàng                 |                      |
| 2000              | Ba người đàn ông               | Trần Ngọc Phong  |                          | [ 34 ]               |
| 2013              | Nếu anh còn được sống          | Lê Ngọc Linh     |                          | [ 35 ] [ 36 ] [ 37 ] |
| 2015              | Tôi thấy hoa vàng trên cỏ xanh | Victor Vũ        | Victor Vũ; Đoàn Nhật Nam |                      |
| 2018              | Ở đây có nắng                  | Đỗ Nam           |                          | [ 38 ]               |

### Sân khấu
| Từ năm | Vở kịch                | Vai trò   | Chú thích                                                     |
| ------ | ---------------------- | --------- | ------------------------------------------------------------- |
| 2014   | Thiên Thiên            | Biên kịch | [ 39 ]                                                        |
| 2015   | Đảo lửa                | Biên kịch | [ 16 ]                                                        |
| 2015   | Visa                   | Biên kịch | Đồng biên kịch: Chi Cù                                        |
| 2015   | Giờ của quỷ            | Biên kịch | [ 16 ]                                                        |
| 2016   | Diễn viên hạng ba      | Biên kịch | [ 40 ]                                                        |
| 2022   | Mọi điều ta chưa nói   | Biên kịch | Đồng đạo diễn: Lê Chi Na Chuyển thể tiểu thuyết của Marc Levy |
|        | Thiên thần nhỏ của tôi | Biên kịch |                                                               |
|        | Eugénie Grandet        | Biên kịch |                                                               |

### Sách, bài báo
- Huy chương cho đào nương
- Tủ sách điện ảnh (bộ sách):[42]
  - 2006: Dạo chơi vườn điện ảnh
  - 2006: Ý tưởng nghề nghiệp
  - 2007: 20 bài học điện ảnh (biên dịch)
  - 2008: Chuyện mình, chuyện người
- 2012: Chuyện và truyện[43]
- Lời đẹp Cinema (Sách - sưu tầm)
- Những bài học điện ảnh (Sách -  biên dịch)
- 2014: Ở đây có nắng (tập sách)[42]
- 2014: Năm phút với gác xép (Tuyển tập tản văn)[42]
- 2014: Ở đây có nắng: Truyện phim
- 2018: Giấy không gói được than cháy dở
- Soi gương bằng người
- 2016: Hậu trường điện ảnh (Đồng tác giả: Lữ Đắc Long)
- Xin lỗi bản thân (bài báo - tự sự)[6]